# Полицентризм (экономика)
Полицентризм (англ. polycentrism; от др.-греч. πολύς — многий, многочисленный + лат. cetrum — центр, средоточие) — принцип и основная структурная особенность геополитического устройства современного мира. Многополярная структура мира формируется под воздействием множества геополитических факторов, в числе которых видная роль принадлежит экономике. Полицентризм предполагает наличие в системе международных отношений нескольких наиболее сильных государств или блоков, взаимоотношения которых определяют развитие мировой политики.
Концепция «многополярной глобализации» констатирует наличие определенного баланса сил между государствами. Она направлена на достижение равноправия государственных, религиозных, национальных, культурных и цивилизационных форм и ценностей. Проект «многополярной глобализации» предусматривает сотрудничество не только стран «Большой семерки», но и других стран.

## Характерные черты полицентризма
В современном мире произошло расширение спектра геополитических критериев доминирования. Например, военный потенциал больше не является непременным атрибутом мирового центра силы или главным показателем сверхдержавности. Многополюсный миропорядок характеризуется рядом особенностей:
- внутри современных мировых полюсов явно выделяются «центры притяжения» (Япония, США, Китай, Германия), между самими полюсами нет четких и конфронтационных границ;
- в условиях полицентризма увеличивается число участников международных отношений, претендующих на первые роли, умножаются их индивидуальные интересы, а значит, возрастает количество поводов для конфликтов меньшего размаха, но по широкому кругу вопросов;
- с увеличением количества силовых центров появляются возможности для новых геополитических комбинаций.